# Église de Somerniemi
L'église de Somerniemi (en finnois : Somerniemen kirkko) est une église luthérienne située à Somerniemi en Finlande.

## Architecture
L'église en bois est construite en 1813 au bord du lac Painio.
Le clocher est bâti en 1748 on y trouve deux cloches datant de 1746 et de 1889.
La chaire est décorée par Urho Lehtinen en 1935